# DubVision
DubVision (настоящие имена Виктор и Стефан Лейхер (англ. Victor Leicher, Stephan Leicher)) — музыкальный дуэт из Нидерландов, состоящий из двух братьев Виктора (род. 1989 г.) и Стефана Лейхера (род. 1981 г.).

## Музыкальная карьера

### Ранние годы
В детстве, в возрасте семи лет братья Стефан и Виктор научились играть на музыкальных инструментах. К этому их подтолкнули родители. В более позднем возрасте Виктор начал экспериментировать с электронной музыкой, используя различные компьютерные программы. Увидев как младший брат Виктор продюсирует музыку, Стефан тоже этим заинтересовался, и они решили объединиться.

### 2012—2013
В 2012 году DubVision выпустили совместный трек с канадским продюсером Project 46 — «You & I». В том же году они дебютировали на лейбле Axtone Records с треком «Committed To Sparkle Motion».
В 2013 году они выпустили трек «Redux» на Spinnin' Records. В этом же году дебютировали на лейбле DOORN Records со своим треком «Into the Light» в сотрудничестве с Sander van Doorn.

### 2014 — настоящее время
В 2014 году они выпустили трек «Backlash» на Spinnin' Records, который занял первую строчку в рейтинге Beatport. В этом же году они впервые выступили на крупнейшем музыкальном фестивале электронной музыки — Tomorrowland. В этом же году вышел их ремикс на трек Мартина Гаррикса и Sander van Doorn «Gold Skies». В октябре 2014 сотрудничали с австралийским дуэтом Feenixpawl, создав трек «Destination», который они выпустили на Axtone Records. В конце этого года выпустили сингл «Turn It Around».
В декабре 2017 года они выпустили совместный трек с Afrojack, он получил название «New Memories».
В 2018 году подписали контракт с лейблом Мартина Гаррикса — STMPD RCRDS, и 2 марта выпустили новый трек «Keep My Light On», созданный совместно с Raiden.

## Дискография

### Синглы
| Название                                                              | Год  | Пиковые позиции в чартах | Альбом             |
| Название                                                              | Год  | US Dance/Mix Airplay     | Альбом             |
| --------------------------------------------------------------------- | ---- | ------------------------ | ------------------ |
| «Tune It On»                                                          | 2011 | —                        | Не альбомный сингл |
| «All By Myself»                                                       | 2012 | —                        | Не альбомный сингл |
| «You & I» (с Project 46 совместно с Donna Lewis)                      | 2012 | —                        | Не альбомный сингл |
| «Redux»                                                               | 2013 | —                        | Не альбомный сингл |
| «Into the Light» (с Sander van Doorn & Mako совместно с Mariana Bell) | 2013 | —                        | Не альбомный сингл |
| «Triton (Dance Valley 2013 Anthem)» (с Sunnery James & Ryan Marciano) | 2013 | —                        | Не альбомный сингл |
| «Rifler»                                                              | 2013 | —                        | Не альбомный сингл |
| «Rockin» (с Firebeatz)                                                | 2014 | —                        | Не альбомный сингл |
| «Hollow»                                                              | 2014 | —                        | Не альбомный сингл |
| «Turn It Around»                                                      | 2014 | —                        | Не альбомный сингл |
| «Broken»                                                              | 2015 | —                        | Не альбомный сингл |
| «Vertigo» (совместно с Ruby Prophet)                                  | 2015 | —                        | Не альбомный сингл |
| «Invincible» (с Firebeatz совместно с Ruby Prophet)                   | 2015 | —                        | Не альбомный сингл |
| «I Found Your Heart» (совместно с Emeni)                              | 2015 | 29                       | Не альбомный сингл |
| «Yesterday Is Gone» (с Dash Berlin совместно с Jonny Rose)            | 2015 | —                        | Не альбомный сингл |
| «Sweet Harmony»                                                       | 2016 | —                        | Не альбомный сингл |
| «Million Miles» (совместно с Denny White)                             | 2016 | —                        | Не альбомный сингл |
| «Primer»                                                              | 2016 | —                        | Не альбомный сингл |
| «Under the Stars» (с Justin Oh)                                       | 2016 | —                        | Не альбомный сингл |
| «Geht’s Noch»                                                         | 2017 | —                        | Не альбомный сингл |
| «Fall Apart»                                                          | 2017 | —                        | Не альбомный сингл |
| «New Memories» (с Afrojack)                                           | 2017 | —                        | Не альбомный сингл |
| «Paradise»                                                            | 2017 | —                        | Не альбомный сингл |
| «Keep My Light On» (с Raiden)                                         | 2018 | —                        | Не альбомный сингл |
| «Steal The Moon»                                                      | 2018 | —                        | Не альбомный сингл |
| «Antares»                                                             | 2018 | —                        | Не альбомный сингл |
| «Are You Listening»                                                   | 2018 | —                        | Не альбомный сингл |